# Merionoedina apicalis
Merionoedina apicalis är en skalbaggsart som beskrevs av Jean François Villiers 1968. Merionoedina apicalis ingår i släktet Merionoedina och familjen långhorningar. Inga underarter finns listade i Catalogue of Life.